# General Sherman (drzewo)

General Sherman w Parku Narodowym Sekwoi

General Sherman – okaz mamutowca olbrzymiego rosnący w Parku Narodowym Sekwoi w górach Sierra Nevada w Stanach Zjednoczonych. Obecnie największy przedstawiciel swojego gatunku. Szacowany wiek: 2,5 - 3 tys. lat.
Wymiary:
- wysokość: 84 m
- średnica pnia: 8 m
- waga: ponad 1200 ton[2]
- średnica korony: 32,5 m
- średnica najgrubszej gałęzi: 2 m[1]

Miąższość drewna tego drzewa (1487 m³) odpowiada mniej więcej masie drewna ze świerków rosnących na powierzchni hektara (najbardziej zasobny w Polsce drzewostan świerka istebniańskiego ok. 1200 m³ na hektar). Jest to największe drzewo na świecie.